# Peter Matti
Peter Matti (22 de junio de 1965) es un deportista suizo que compitió en piragüismo en la modalidad de eslalon. Ganó una medalla de oro en el Campeonato Europeo de Piragüismo en Eslalon de 1996, en la prueba de C2 individual.

## Palmarés internacional
| Campeonato Europeo | Campeonato Europeo   | Campeonato Europeo | Campeonato Europeo |
| Año                | Lugar                | Medalla            | Competición        |
| ------------------ | -------------------- | ------------------ | ------------------ |
| 1996               | Augsburgo (Alemania) | Medalla de oro     | C2 individual      |